# Пауэрс, Эриал
Эриал Пауэрс (англ. Aerial Powers; родилась 17 января 1994 года в Детройте, штат Мичиган, США) — американская профессиональная баскетболистка, которая играет в женской национальной баскетбольной ассоциации за команду «Голден Стэйт Валкириз». Была выбрана на драфте ВНБА 2016 года в первом раунде под пятым номером командой «Даллас Уингз». Играет на позиции лёгкого форварда.

## Ранние годы
Эриал родилась 17 января 1994 года в городе Детройт (штат Мичиган), в семье Хуана и Сесилии Пауэрс, училась она там же в средней школе Детройт-Кантри-Дэй, в которой выступала за местную баскетбольную команду.